# Huechen Balam
Huechen Balam är en ort i Mexiko.   Den ligger i kommunen Yaxcabá och delstaten Yucatán, i den östra delen av landet, 1 100 km öster om huvudstaden Mexico City. Huechen Balam ligger 29 meter över havet och antalet invånare är 155.
Terrängen runt Huechen Balam är mycket platt. Runt Huechen Balam är det glesbefolkat, med 9 invånare per kvadratkilometer. Närmaste större samhälle är Tiholop, 6,9 km söder om Huechen Balam. I omgivningarna runt Huechen Balam växer i huvudsak städsegrön lövskog.